# Mario Vinciguerra (musicista)
Mario Vinciguerra (Sarzana, 20 gennaio 1909 – Roma, 25 marzo 1985) è stato un batterista e compositore italiano, affermatosi tra la fine degli anni quaranta e degli anni cinquanta.
Ha fatto parte dell’Orchestra Ferrari, orchestra radiofonica diretta dal maestro Francesco Ferrari, prima a Radio Firenze (1944 al 1949), poi alla sede Rai di via Asiago a Roma, dove assunse la denominazione di Orchestra di Ritmi Moderni diretta dal maestro Francesco Ferrari (1949-1953) In Rai ha lavorato fino al 1969. Intensa è stata l'attività jazz e non che Vinciguerra ha svolto nell'ambito di trasmissioni radiotelevisive televisive e negli studi di registrazione per la realizzazione di colonne sonore.

## Biografia

### Gli esordi e la giovinezza
Inizia a nove anni lo studio della tromba come autodidatta ed entra quasi subito nella Fanfara del Patronato scolastico di Livorno dove continua a studiare musica. Successivamente fa parte della Banda comunale di Livorno. La passione per la batteria arriva a diciotto anni suonando in un'orchestrina specializzata nell'accompagnamento di film muti. La passione per la musica jazz arriva invece nel 1928 suonando con l'"Italian Jazz Band", un complesso semiprofessionale che suonava al Dopolavoro di Antignano (Livorno). Nel 1930 è militare di leva a Milano, dove conosce il batterista Mario Cuppini – padre del famoso batterista Gilberto Cuppini ("Gil") – che gli insegna la tecnica delle spazzole e del piatto a pedale. Tutto questo gli permetterà di distinguersi in seguito come valente batterista e intraprendere definitivamente la professione di musicista.
Dal 1931 al 1932 lavora in diverse orchestre e complessi che si esibiscono nei caffè e nei dancings di Livorno come quelle del pianista Franco D'Acchiardi (1932) e del maestro Menechino, finché viene ingaggiato nell'orchestra del ballerino di tip tap George Link (1932) in sostituzione del batterista Natale Codognotto, diventato celebre in seguito come cantante Natalino Otto.
È scritturato poi in diverse compagnie di rivista, fra cui le più note quelle di Nicuzza (1933-1934), di Latilla (1934-1936) e di Agne Ocarson (1936-1938). Dal 1938 al 1940 entra a far parte del complesso del maestro Bocelli esibendosi anche come cantante e ballerino di tip tap nelle serate danzanti che il complesso animava al Salone Berzieri di Salsomaggiore Terme. Nel 1940 è nella compagnia di rivista Aldo Rubens. Richiamato alle armi nel 1941, continua a suonare in spettacoli organizzati per le truppe.

### A Radio Firenze
Nell'agosto del 1944 viene ingaggiato in un complesso jazz che suona a Firenze per i soldati inglesi al Caffè Savoia dell'omonimo albergo. Contemporaneamente viene scritturato nell'orchestra radiofonica di Angelo Brigada. Nell'autunno dello stesso anno inizia la sua collaborazione nell'ottetto del maestro Francesco Ferrari, presso il noto locale fiorentino Pozzo di Beatrice e a Radio Firenze. Nel 1945 viene chiamato da Francesco Ferrari a far parte della sua orchestra a Radio Firenze dove viene assunto stabilmente in RAI. A Radio Firenze svolge anche un'intensa attività radiofonica in trio con Marcello Boschi (clarinetto) e Puccio Roelens (piano), in quartetto con Otello Canapa detto «Canapino» (chitarra), in quintetto con Baldo Rossi (trombone), in sestetto con Pino Moschini (tromba)e in settetto con Tullio Tilli (sax ten.).
Nel 1947 con Boschi (cl., sop., alto) e Roelens (p.) fa parte prima del "Trio swing" che va in onda da Radio Firenze sulla “rete rossa” con un programma jazz, e in seguito del "Trio swing più una voce" con Mazzola (cb.), Roelens (p.) e il giovane fiorentino Aldo Ciardi, uno dei cantanti dell'orchestra Ferrari, insieme con altre voci popolari come Brenda Gioi, Narciso Parigi, Ugo Dini e Tina Allori. Nel 1948 è nel settetto di Roelens con Boschi, Moschini, Tilli, Canapino e Rossi realizzando alcune incisioni per l'Odeon Parlaphon nella serie jazzisti italiani – Galleria del jazz - Jam session G. Nel 1948 si iscrive alla SIAE in qualità di compositore melodista.

### A RAI-Radio Roma
Nell'estate del 1949 l'Orchestra Ferrari è trasferita al Centro di produzione radiofonica RAI di via Asiago 10 a Roma assumendo prima la denominazione di "Orchestra Jazz" e poi di Orchestra di Ritmi Moderni. Di conseguenza Vinciguerra si stabilisce con la famiglia nella Capitale e inizia una nuova stagione artistica che si conclude alla fine del 1953, quando Ferrari viene inviato presso la sede della RAI di Torino a dirigere un'orchestra di archi e ritmi, specializzata in motivi di grande successo, affidati spesso all'interpretazione di Natalino Otto e Flo Sandon’s.
Nel 1951 collabora con il fisarmonicista Luciano Fancelli in molte trasmissioni radiofoniche tra cui "rosso e nero". Nel 1953 collabora con Ferrari alla realizzazione della trasmissione radiofonica "Tre strumenti ed una fisarmonica". Nel 1954 è al quarto Festival di Sanremo nel piccolo complesso “Semprini e i suoi solisti” che si alterna con l'Orchestra di Cinico Angelini nell'accompagnamento dei cantanti., L'anno successivo è di nuovo a Sanremo nel "Sestetto azzurro" di Alberto Semprini che si alterna con l'Orchestra RAI di Torino diretta da Francesco Ferrari. Dal 1954 al 1959 svolge un'intensa attività musicale in trasmissioni radiofoniche e televisive con l'Orchestra di Ritmi Moderni diretta fra gli altri da Lelio Luttazzi, Mario Pezzotta, Bruno Canfora, Piero Umiliani, Pino Calvi, Gorni Kramer e Xavier Cugat. Va sottolineato che Kramer dirige per diversi anni l'orchestra nella celebre trasmissione televisiva "Il Musichiere" (diretta da Antonello Falqui e presentata da Mario Riva). Altresì Cugat dirige l'orchestra nel varietà televisivo "Casa Cugat" (1955), diretto da Mario Landi (nella stessa trasmissione televisiva si esibiva la moglie di Cugat, Abbe Lane come cantante e ballerina).
Nel 1957 è nell' "Ottetto di Piero Umiliani" con Nino Culasso, Giancarlo Becattini (t.bone), Marcello Boschi, Tullio Tilli, Romano Frigeri (ten.), Roberto Nicolosi o Luigi Simeone (cb.). Nel 1958 è nel "Sestetto Kramer" (1958) con Nino Culasso (tr.), Baldo Rossi (t.bone), Puccio Roelens (p.) e Otello Canapa (ch.).. Sempre nel 1958 fa parte del complesso musicale "Lelio Luttazzi e i suoi solisti" con Marcello Boschi (s.alto), con Nino Culasso (tr.) e Franco Chiari (vib.) nello spettacolo radiofonico "Programmissimo" presentato da Corrado Mantoni (in arte "Corrado"). Nel 1960 lascia la grande orchestra, entrando in un piccolo complesso del Centro di produzione televisivo RAI (via Teulada - Roma) con Puccio Roelens (p.), Baldo Maestri (cl., sax), Otello Canapa (ch.), Arturo Conticelli (tr.) e Donato Bellini (cb.). Nel 1969 esaurisce la sua collaborazione in RAI.

## Eredità artistica di Mario Vinciguerra
Mario Vinciguerra lascia una ricchissima eredità artistica e umana. Il figlio Franco ha ripreso l'antica passione del padre per la tromba ed è stato un affermato musicista. Fabrizio e Giuliano, figli di Franco, diventano, a loro volta, musicisti di professione. Va altresì notato come i figli di Luigi, fratello di Mario, - e cioè Neno e Antonio Vinciguerra - si siano affermati il primo come pianista e compositore, il secondo come pittore e scultore di fama.

## Canzoni e Musiche scritte da Mario Vinciguerra
- Amore (slow) – Versi e musiche di Mario Vinciguerra e Bruno Guerrieri, Edizioni Zanoni, Milano.
- Lontano (slow) – Parole di Bruno Guerrieri e E. Urbinati, musiche di Mario Vinciguerra e Aldo Frazzi, Edizioni musicali ''Il Fauno'', Firenze.
- Raccomandata (be-bop) – Musica di Mario Vinciguerra (arrang. di Armando Roelens), Edizioni Musicali Cambi, Roma.
- Se l'amor (mod.to slow) – Testo di Leman, musica di Mario Vinciguerra, Edizioni Musicali Cambi, Roma.
- Stornellata al mio Amore, parole e musiche di Bruno Guerrieri, Mario Vinciguerra, Carlo Franceschi, Casa Editrice Musicale, Napoli
- Swing Swing … be-bop (medium swing) – Musiche e parole di Mario Vinciguerra e De Santis, Casa Editrice Euterpe, Milano.
- Terzo tempo (medium bop) – Musica di Mario Vinciguerra (arrang. di Armando Roelens), Edizioni Musicali Cambi, Roma.
- Vecchio Bandoneon (tango) – Musiche di Mario Vinciguerra e Carlo Franceschi, parole di E. Urbinati e Bruno Guerrieri, Francavilla Edizioni Musicali.

## Discografia (parziale)

### Singoli
1946 - Francesco Ferrari e la sua orchestra (Cetra - serie AA)
Pino Moschini, Arturo Conticelli, Amilcare Colavicchi nella sezione trombe; Baldo Rossi, Delfini Valeri, Giancarlo Becattini nella sezione tromboni; Marcello Boschi (cl., sop., alto), Vittorio Benvenuti (alto), Tullio Crociani (ten.), Tullio Tilli (ten.) e Aladino Vestri (bar.) nella sezione dei saxes; Otello Canapa detto "Canapino" (ch., cantante), Puccio Roelens (p.), Donato Bellini (cb.), Mario Vinciguerra (batt.) nella sezione ritmica e Francesco Ferrari (arr., fisa.).
Firenze, (matrice) 3 giugno 1946 – Teatro Comunale di Firenze
Le sedute orchestrali in sequenza reale:
- 52621	Il gattino (Strictly Instrumental)		(Seller – Marcuis)	- Cetra AA 452 (sol.: p. Moschini, T. Tilli)
- 52622	Verso il sud (Tuxedo Junction)					- Cetra AA 453 (sol.: P. Moschini, M. Boschi cl.)
- 52623	Back Beat Boogie	(H. James)					- Cetra AA 452 (sol.: P. Moschini, T. Tilli, P. Roelens)
- 52624	Ritmando in blues (Swingin' the Blues)				- Cetra AA 453 (sol.: P. Roelens, T. Tilli, P. Moschini, M. Vinciguerra)
- 52625	Sono pazzo (So What)						- Cetra AA 454 (sol.: T. Tilli)

Firenze (matrice) 9 (o 3?) giugno 1946
- 52626	Il castoro (Eager Beaver)						- Cetra AA 455 (sol.: M. Boschi, T. Tilli)

Firenze (matrice) 4 giugno 1946
- 52627 Bugie d'amore (Ferrari)						- Cetra AA 455 (sol.: P. Moschini, M. Boschi cl., F. Ferrari o P. Roelens p.)
- 52628	Trumpet Blues and Cantabile						- Cetra AA 450 (sol.: P. Moschini)
- 52629	Fuoco giallo (Yellow Fire) 						- Cetra AA 451 (sol.: P. Moschini, T. Tilli, M. Boschi cl., M. Vinciguerra)
- 52630 Provati e vedrai (Ferrari)						- Cetra AA 454 (sol.: P. Roelens o F. Ferrari p., T. Tilli, M. Boschi cl.)

Firenze(matrice) 5 giugno 1946
- 52631	Margie			Cetra AA 449 (sol.: T. Tilli, P. Roelens, P. Moschini)
- 52633 Tico Tico									- Cetra AA 449 (sol.: T. Tilli, P. Moschini)
- 52634	Attenti al cane (Doggin' around)	(Herschel-Evans)			- Cetra AA 450 (sol.: P. Roelens, T. Tilli, P. Moschini, M. Boschi)

1946 - Francesco Ferrari fisarmonica e ritmi (Cetra - serie AA)
Francesco Ferrari (fis.), Canapino (ch.), Baldo Rossi (b.), Mario Vinciguerra (batt.)
Firenze, (matrice) 3 giugno 1946
- 52648	Ti ho atteso tanto	(Ferrari)						- Cetra AA 457
- 52649	Serenata a Fatma	(Ferrari)

1946 - Francesco Ferrari e i suoi solisti (Cetra - serie AA)
Francesco Ferrari (fis.), Pino Moschini (tr.), Tullio Tilli (ten.); Canapino (ch.), Puccio Roelens (p.), Baldo Rossi (b.), Mario Vinciguerra (batt.)
Firenze, (matrice) 8 giugno 1946
- 52650	Diga-diga-do									- Cetra AA 456 (sol.: T. Tilli, P. Moschini, Francesco Ferrari, Canapino, B. Rossi)
- 52651	Swing in re	(Ferrari) 							- Cetra AA 456 (sol.: B. Rossi, P. Moschini, F. Ferrari, T. Tilli, P. Roelens, M. Vinciguerra)

1946 - Francesco Ferrari fisarmonica e ritmi (Cetra - serie AA)
Francesco Ferrari (fis.), Canapino (ch.), Baldo Rossi (b.), Mario Vinciguerra (batt.)
Firenze, (matrice) 28 giugno 1946
- 52574	Sala rosa (Rose Room)							- Cetra AA 458
- 52575	Il fiume River (Swanee River)						- Cetra AA 458 (sol.: B. Rossi, F. Ferrai, Canapino, M. Vinciguerra)

1948 - Settetto Roelens – Serie jazzisti italiani – Galleria del jazz – Jam session G (Odeon - serie H)
Pino Moschini (tr.), Marcello Boschi (alto e cl.), Tullio Tilli (ten.), Puccio Roelens (p.), Canapino (ch.), Baldo Rossi (cb.), Mario Vinciguerra (batt.)
Milano, 12 giugno 1948
- Mo 11104 Which who which								- Odeon H 18186 (sol.: P. Roelens p., M. Vinciguerra batt.)
- Mo 11103 Thing's aint what they used to be					- Odeon H 18186 (sol.: P. Moschini tr., M. Boschi alto e cl., T. Tilli ten., P. Roelens p., M. Vinciguerra batt., Canapino ch., B. Rossi cb.)

1949 - Orchestra diretta dal maestro Francesco Ferrari (Cetra - serie AA)
Pino Moschini, Arturo Conticelli, Amilcare Colavicchi nella sezione trombe; Baldo Rossi, Delfini Valeri, Giancarlo Becattini nella sezione tromboni; Marcello Boschi (cl., sop., alto), Vittorio Benvenuti (alto), Tullio Crociani (ten.), Tullio Tilli (ten.) e Aladino Vestri (bar.) nella sezione dei saxes; Otello Canapa detto "Canapino" (ch., cantante), Puccio Roelens (p.), Donato Bellini (cb.), Mario Vinciguerra (batt.) nella sezione ritmica e Francesco Ferrari (arr., fisa.).
Roma 29 settembre 1949
- 53907	Dickien's Dream	(Basie, Young)					- Cetra AA 567(sol.: P. Moschini tr., B. Rossi t.bone, T. Tilli (ten), P. Roelens p.)
- 53908	The spirit is willing	(Gray) 							- Cetra AA 568(sol.: P. Moschini tr., A. Conticelli tr.)
- 53911	Chop Chop	(Hampton, Moris, Neal)					- Cetra AA 567 (sol.: P. Moschini tr., M. Boschi alto, T. Tilli ten., P. Roelens p.)
- 53910	Southpaw serenade	(Slack)							- Cetra AA568 (sol.: P. Moschini tuba, P. Roelens p., M. Boschi alto, T. Tilli ten., M. Vinciguerra batt.)

1950 - Orchestra diretta dal maestro Francesco Ferrari (Cetra - serie AA)
Pino Moschini, Arturo Conticelli, Amilcare Colavicchi nella sezione trombe; Baldo Rossi, Delfini Valeri, Giancarlo Becattini nella sezione tromboni; Marcello Boschi (cl., sop., alto), Vittorio Benvenuti (alto), Tullio Crociani (ten.), Tullio Tilli (ten.) e Aladino Vestri (bar.) nella sezione dei saxes; Otello Canapa detto "Canapino" (ch., cantante), Puccio Roelens (p.), Donato Bellini (cb.), Mario Vinciguerra (batt.) nella sezione ritmica e Francesco Ferrari (arr., fisa.).
Roma, 13 febbraio 1950
- 54087	Royal Flush (Basie)								- Cetra AA 592 (sol.: M. Boschi cl. – alto, G. Becattini t.bone, T. Tilli ten., P. Moschini tr., M. Vinciguerra batt.)

Roma, 6 marzo 1951
- 54605 Cubano be	(Gillespie, Russel)						- Cetra AA 633 (sol.: P. Moschini, A. Conticelli, M. Vinciguerra)
- 54606 Los Chanecas (Herman)							- Cetra AA 633 (sol.: M. Boschi cl., T. Tilli ten., M. Vinciguerra batt.)

1952 - Francesco Ferrari e la sua orchestra di ritmi moderni (Cetra - serie AA)
Nino Culasso, Arturo Conticelli, Amilcare Colavicchi, L. Nicosia nella sezione trombe; Baldo Rossi, Delfini Valeri, Giancarlo Becattini, A. Schettino nella sezione tromboni; Marcello Boschi (cl., sop., alto), Vittorio Benvenuti (alto, cl.), Tullio Crociani (ten.), Tullio Tilli (ten.) e Aladino Vestri (bar., cl.ne) nella sezione dei saxes; Otello Canapa detto "Canapino" (ch.), Puccio Roelens (p.), Donato Bellini (cb.), Mario Vinciguerra (batt.) nella sezione ritmica e Francesco Ferrari (arr., fisa., clavioline).
Roma, 1952
(matrice) 11 marzo 1953 
Le sedute orchestrali in sequenza reale in sala di registrazione 
- 55380 Fidgety Feet				- Cetra AA 693 - (LP) Pellicano (sol.: M. Boschi ss, N. Culasso)

(matrice) 12 marzo 1953
- 55381 Sensation				- Cetra AA 693 – (LP) Pellicano 543 (sol.: M. Boschi cl., T. Tilli)
- 55382 Zona torrida				- Cetra AA 694 – (LP) Pellicano 543 (sol.: N. Culasso, B. Rossi, M. Boschi)
- 55383 Lio Choro				- Cetra AA 696 – (LP) Pellicano 543 (sol.: P. Roelens, M. Boschi, N. Culasso)
- 55384 Calendario (Ferrari)			- Cetra AA 697 – LPA 8 - (LP) Pellicano 543
- 55386 Swing e cantabile			- Cetra AA 694 (sol.: N. Culasso, M. Vinciguerra, D. Bellini)
- 55385 Triste Bolero 				- Cetra AA 695 (sol.: F. Ferrari fis.)
- 55397 Pinnacolo	(Ferrari)		- Cetra AA 698(sol.: D. Bellini, N. Culasso, M. Boschi, P. Roelens)
- 55388 Blue Acara				- Cetra AA 698 (sol.: M. Boschi, N. Culasso, B. Rossi, M. Vinciguerra)
- 53889 Nel Far West 				- Cetra AA 696 (sol.: T. Tilli, N. Culasso, Canapino)
- 55390 Sogno di un sax			Cetra AA 696 – (LP) LP 14, LPA 8, Pellicano 543 (sol.: M. Boschi)
- 55391	Il Cammeliere				 - Cetra AA 695 (sol.: F. Ferrari claviol, M. Vinciguerra)

1953 - Francesco Ferrari e il suo complesso Paprika (Cetra - serie AA)
Nino Culasso (tr.), Marcello Boschi (alto e cl.), Tullio Tilli (ten.), Becattini (t.bone), Puccio Roelens (p., vibr., arr.), Canapino (ch.), Baldo Rossi (b.), Mario Vinciguerra (batt.)

Roma, (matrice)12 marzo 1953

Le sedute orchestrali in sequenza reale in sala di registrazione 
- 55392 Asterisco	(Roelens)				- Cetra AA 699 (sol.: M. Boschi, N. Culasso, P. Roelens)
- 55393	Metronome Riff					- Cetra AA 699 (sol.: P. Roelens, Canapino, M. Boschi, G. Becattini, B. Rossi)

1953 - Tre strumenti e una fisarmonica (Cetra - serie AA)
Francesco Ferrari (fis.), Canapino (ch.), Baldo Rossi (b.), Mario Vinciguerra (batt.)
Roma, (matrice)12 marzo 1953
Le sedute orchestrali in sequenza reale in sala di registrazione 
- 55394 Stomping at the Savoy				- Cetra AA 700 – (LP) Pellicano 543 (sol.: F. Ferrari, Canapino)
- 55395	Mississippi Blues (Ferrari)				- Cetra AA 700 – (LP) Pellicano 54(sol.: F. ferrari, Canapino)
- 55396 Allegro variato (Ferrari)				- Cetra AA 701
- 55397 Penso sempre a te (Ferrari)				- Cetra AA 702 – (LP) Pellicano 543 (sol.: F. Ferrari, Canapino)
- 55398 My Melancholy Baby					- Cetra AA 701 – (LP) Pellicano 543
- 55399 I Know that You Know (Youmans)			- Cetra AA 702 – (LP) Pellicano 543